# Trentepohlia (Mongoma) lutescens
Trentepohlia (Mongoma) lutescens is een tweevleugelige uit de familie steltmuggen (Limoniidae). De soort komt voor in het Oriëntaals gebied.